# Primarias municipales de Contigo Chile Mejor de 2024
Las primarias municipales de Contigo Chile Mejor de 2024 son el mecanismo que utilizará la mencionada coalición electoral para definir algunos de sus candidatos a alcalde para las elecciones municipales de 2024 y se llevarán a cabo el 9 de junio de 2024. Las cédulas de votación serán de color celeste.

## Antecedentes
El 9 de abril fue inscrito el pacto Contigo Chile Mejor, conformados por los partidos del oficialismo más el Partido Demócrata Cristiano. Ese mismo día el pacto anunció las 47 comunas donde se realizará la elección. Las candidaturas fueron informadas e inscritas el 8 de abril.
| - Región de Antofagasta: - Antofagasta - Región de Atacama: - Tierra Amarilla - Región de Coquimbo: - Combarbalá - La Higuera - La Serena - Región de Valparaíso: - Cartagena - Nogales - Puchuncaví - Valparaíso - Región Metropolitana: - Buin - Calera de Tango - Isla de Maipo - La Florida - La Granja - Lo Barnechea - Paine - Peñalolén - Providencia - Puente Alto | * Región de O'Higgins: - - Nancagua - Olivar - Paredones - Rancagua - San Fernando - Santa Cruz - Región del Maule: - Curepto - Linares - Talca - Región del Biobío: - Lebu - Lota - Penco - Quilleco - San Pedro de la Paz - Talcahuano | * Región de la Araucanía: - - Carahue - Curacautín - Lautaro - Pitrufquén - Pucón - Renaico - Puerto Saavedra - Región de los Ríos: - Futrono - Mariquina - Paillaco - Panguipulli - Región de los Lagos: - San Pablo - Región de Magallanes: - Punta Arenas |

## Resultados
Resultados generales
|  | 13.58 % |

|  | 7.14 % |

|  | 20.06 % |

|  | 10.72 % |

|  | 4.49 % |

|  | 5.02 % |

|  | 24.40 % |

|  | 4.32 % |

|  | 2.16 % |

|  | 1.97 % |

|  | 5.79 % |

|  | 0.34 % |

|  | 100 % |

### Región de Antofagasta

#### Antofagasta
| Candidato          | Partido | Votos | %      | Resultado |
| ------------------ | ------- | ----- | ------ | --------- |
| Gonzalo Dantagnan  | PDC     | 1 400 | 14,12% |           |
| Wilson Díaz        | PS      | 985   | 9,94%  |           |
| Pablo Iriarte      | PCCh    | 2 911 | 29,37% | Nominado  |
| Camilo Kong        | CS      | 1 568 | 15,82% |           |
| Ignacio Pozo       | Ind.    | 2 234 | 22,54% |           |
| Fernando San Román | Ind.    | 814   | 8,21%  |           |

### Región de Atacama

#### Tierra Amarilla
| Candidato         | Partido | Votos | %      | Resultado |
| ----------------- | ------- | ----- | ------ | --------- |
| Cristian Palacios | PS      | 203   | 32,32% |           |
| Enrique Soto      | CS      | 279   | 44,43% | Nominado  |
| Patricio Morales  | Ind.    | 146   | 23,25% |           |

### Región de Coquimbo

#### Combarbalá
| Candidato            | Partido | Votos | %      | Resultado |
| -------------------- | ------- | ----- | ------ | --------- |
| Juan Rodrigo Fuentes | COM     | 561   | 46,02% | Nominado  |
| Juan Carlos Cabezón  | Ind.    | 229   | 18,79% |           |
| Roberto Rojas        | Ind.    | 429   | 35.19% |           |

#### La Higuera
| Candidato       | Partido | Votos | %      | Resultado |
| --------------- | ------- | ----- | ------ | --------- |
| Uberlinda Aquea | PS      | 606   | 72,75% | Nominada  |
| Urbano Morales  | PCCh    | 227   | 27,25% |           |

#### La Serena
| Candidato         | Partido | Votos | %      | Resultado |
| ----------------- | ------- | ----- | ------ | --------- |
| Rosana Adaros     | PDC     | 538   | 5,63%  |           |
| Camilo Araya      | COM     | 1 520 | 15,91% |           |
| Ernesto Velasco   | PR      | 3 486 | 36,49% | Nominado  |
| Mauricio Ibacache | Ind.    | 1 934 | 20,24% |           |
| Rayén Pojomovsky  | Ind.    | 2 076 | 21,73% |           |

### Región de Valparaíso

#### Cartagena
| Candidato        | Partido | Votos | %      | Resultado |
| ---------------- | ------- | ----- | ------ | --------- |
| Bernardo Álvarez | COM     | 719   | 32,49% |           |
| Pamela Álvarez   | RD      | 292   | 13,19% |           |
| Hernán Pacheco   | PCCh    | 190   | 8,59%  |           |
| Patricia Quiroz  | PPD     | 1 012 | 45,73% | Nominada  |

#### Nogales
| Candidato        | Partido | Votos | %     | Resultado |
| ---------------- | ------- | ----- | ----- | --------- |
| Patricia Ortega  | PR      | 466   | 39,89 |           |
| Jonathan Vásquez | PCCh    | 704   | 60,17 | Nominado  |

#### Puchuncaví
| Candidato           | Partido | Votos | %      | Resultado |
| ------------------- | ------- | ----- | ------ | --------- |
| Erika Galarce       | PPD     | 365   | 67,34% | Nominada  |
| María Jesús Morales | Ind.    | 177   | 32,66% |           |

#### Valparaiso
| Candidato            | Partido | Votos | %      | Resultado |
| -------------------- | ------- | ----- | ------ | --------- |
| Guillermo de la Maza | PDC     | 2 753 | 28,28% |           |
| Boris Kuleba         | PS      | 1 084 | 11,14% |           |
| Camila Nieto         | CS      | 3 614 | 37,12% | Nominada  |
| Consuelo Requena     | FREVS   | 695   | 7,14%  |           |
| Sebastían Tobar      | PL      | 407   | 4,18%  |           |
| Omar Valdivia        | PPD     | 1 182 | 12,14% |           |

### Región Metropolitana

#### Buin
| Candidato        | Partido | Votos | %      | Resultado |
| ---------------- | ------- | ----- | ------ | --------- |
| Tamara Aguilera  | PCCh    | 633   | 16,58% |           |
| Marcelo Aguilera | PL      | 221   | 5,79%  |           |
| Marcelo Álvarez  | FREVS   | 1 988 | 52,08% | Nominado  |
| Ariel Gómez      | PPD     | 975   | 25,54% |           |

#### Calera de Tango
| Candidato             | Partido | Votos | %      | Resultado |
| --------------------- | ------- | ----- | ------ | --------- |
| Andrea Serrano        | PDC     | 27    | 0,84%  |           |
| Catalina Magaña       | PS      | 625   | 19,54% |           |
| Juan Ignacio Cornejo  | COM     | 509   | 15,91% |           |
| Daneritt Faúndez      | PL      | 110   | 3,44%  |           |
| Jacqueline Valenzuela | PCCh    | 176   | 5,50%  |           |
| Constanza Valenzuela  | Ind.    | 1 752 | 54,77% | Nominada  |

#### Isla de Maipo
| Candidato       | Partido | Votos | %      | Resultado |
| --------------- | ------- | ----- | ------ | --------- |
| Carlos Maureira | PCCh    | 285   | 8,95%  |           |
| Jorge Alfaro    | CS      | 1 262 | 39,64% |           |
| Carlos Adasme   | Ind.    | 1 637 | 51,41% | Nominado  |

#### La Florida
| Candidato          | Partido | Votos | %      | Resultado |
| ------------------ | ------- | ----- | ------ | --------- |
| Roberto Valenzuela | PDC     | 1 551 | 14,20% |           |
| Catalina Pozo      | AH      | 570   | 5,22%  |           |
| Nicolás Hurtado    | PCCh    | 6 547 | 59,94% | Nominado  |
| Reinaldo Rosales   | PPD     | 1 911 | 17,50% |           |
| Rubén Rosales      | FREVS   | 343   | 3,14%  |           |

#### La Granja
| Candidato       | Partido | Votos | %      | Resultado |
| --------------- | ------- | ----- | ------ | --------- |
| Edita Alarcón   | PDC     | 4 494 | 51,28% | Nominada  |
| Juan Valdés     | PS      | 3 096 | 35,33% |           |
| José Luis Díaz  | FREVS   | 603   | 6,88%  |           |
| Alberto Ramírez | Ind.    | 571   | 6,52%  |           |

#### Lo Barnechea
| Candidato    | Partido | Votos | %      | Resultado |
| ------------ | ------- | ----- | ------ | --------- |
| Luis Vergara | Ind.    | 112   | 27,52% |           |
| Andrea Araya | Ind.    | 295   | 72,48% | Nominada  |

#### Paine
| Candidato           | Partido | Votos | %      | Resultado |
| ------------------- | ------- | ----- | ------ | --------- |
| Mario Arros         | FREVS   | 1 442 | 71,92% | Nominado  |
| Ana Carolina Santis | Ind.    | 563   | 28,08% |           |

#### Peñalolén
| Candidato     | Partido | Votos | %      | Resultado |
| ------------- | ------- | ----- | ------ | --------- |
| Ximena Llamín | PDC     | 2 164 | 17,87% |           |
| Miguel Concha | RD      | 6 277 | 51,82% | Nominado  |
| José Ruiz     | Ind.    | 3 672 | 30,31% |           |

#### Providencia
| Candidato          | Partido | Votos | %      | Resultado |
| ------------------ | ------- | ----- | ------ | --------- |
| Fernanda Villegas  | PS      | 1 460 | 34,40% |           |
| Pedro Araya        | PCCh    | 448   | 10,56% |           |
| Macarena Fernández | CS      | 1 504 | 35,44% | Nominada  |
| Giovanka Luengo    | FREVS   | 239   | 5,63%  |           |
| Bartolomé Reus     | PL      | 593   | 13,97% |           |

#### Puente Alto
| Candidato         | Partido | Votos | %      | Resultado |
| ----------------- | ------- | ----- | ------ | --------- |
| Luis Escanilla    | PS      | 5 133 | 68,98% | Nominado  |
| Vladimir González | PL      | 2 308 | 31,02% |           |

### Región de O'Higgins

#### Nancagua
| Candidato       | Partido | Votos | %      | Resultado |
| --------------- | ------- | ----- | ------ | --------- |
| Richard Cáceres | PDC     | 1 048 | 35,32% |           |
| Luis Escanilla  | PS      | 1 919 | 64,68% | Nominado  |

#### Olivar
| Candidato      | Partido | Votos | %      | Resultado |
| -------------- | ------- | ----- | ------ | --------- |
| Rodrigo Lagos  | PDC     | 256   | 18,67% |           |
| Carla Guajardo | Ind.    | 1 115 | 81,33% | Nominada  |

#### Paredones
| Candidato         | Partido | Votos | %      | Resultado |
| ----------------- | ------- | ----- | ------ | --------- |
| Sammy Ormazabal   | PPD     | 609   | 69,60% | Anulado   |
| Emiliano Guerrero | Ind.    | 266   | 30,40% |           |

#### Rancagua
| Candidato          | Partido | Votos | %      | Resultado |
| ------------------ | ------- | ----- | ------ | --------- |
| Carlos Arellano    | PDC     | 1 207 | 17,47% |           |
| Patricio Henríquez | PS      | 1 135 | 16,43% |           |
| Hugo Boza          | FREVS   | 1 509 | 21,84% |           |
| Valentina Cáceres  | Ind.    | 2 350 | 34,01% | Nominada  |
| Roberto Villagra   | Ind.    | 708   | 10,25% |           |

#### San Fernando
| Candidato       | Partido | Votos | %      | Resultado |
| --------------- | ------- | ----- | ------ | --------- |
| Robert Arias    | PS      | 396   | 25,68% |           |
| Jorge Chamorro  | PR      | 219   | 14,20% |           |
| Javier Novoa    | PCCh    | 283   | 18,35% |           |
| María José Díaz | PPD     | 485   | 31,45% | Nominada  |
| Laura Martínez  | FREVS   | 159   | 10,31% |           |

#### Santa Cruz
| Candidato        | Partido | Votos | %      | Resultado |
| ---------------- | ------- | ----- | ------ | --------- |
| Carlos Cisterna  | PS      | 961   | 56,20% | Nominado  |
| Rossana González | PDC     | 561   | 32,81% |           |
| Pedro Zúñiga     | PCCh    | 188   | 10,99% |           |

### Región del Maule

#### Curepto
| Candidato       | Partido | Votos | %      | Resultado |
| --------------- | ------- | ----- | ------ | --------- |
| Enrique Gidach  | PR      | 208   | 21,25% |           |
| Osvaldo Barrios | Ind.    | 410   | 41,88% | Nominado  |
| Patricio Lara   | Ind.    | 361   | 36,87% |           |

#### Linares
| Candidato      | Partido | Votos | %      | Resultado |
| -------------- | ------- | ----- | ------ | --------- |
| Carlos Castro  | RD      | 726   | 33,27% |           |
| Michael Concha | PS      | 876   | 40,15% | Nominado  |
| Lenin Fuentes  | PCCh    | 580   | 26,58% |           |

#### Talca
| Candidato            | Partido | Votos | %      | Resultado |
| -------------------- | ------- | ----- | ------ | --------- |
| Juan Carlos Figueroa | PDC     | 956   | 16,09% |           |
| Hernán Astaburuaga   | PS      | 1 196 | 20,12% |           |
| Sixto González       | PCCh    | 2 270 | 38,20% | Nominado  |
| Carolina Loren       | FREVS   | 289   | 4,86%  |           |
| Carlo Campano        | Ind.    | 927   | 15,60% |           |
| Carolina Soto        | Ind.    | 305   | 5,13%  |           |

### Región del Biobío

#### Lebu
| Candidato         | Partido | Votos | %      | Resultado |
| ----------------- | ------- | ----- | ------ | --------- |
| Francisco Yévenes | PCCh    | 861   | 48,40% | Nominado  |
| Glenda Bahamondes | Ind.    | 549   | 30,86% |           |
| Néstor Matamala   | Ind.    | 369   | 20,74% |           |

#### Lota
| Candidato       | Partido | Votos | %      | Resultado |
| --------------- | ------- | ----- | ------ | --------- |
| Mauricio Torres | PS      | 1 491 | 69,90% | Nominado  |
| Luis Carrillo   | PCCh    | 391   | 18,33% |           |
| Héctor Hidalgo  | PPD     | 251   | 11,77% |           |

#### Penco
| Candidato         | Partido | Votos | %      | Resultado |
| ----------------- | ------- | ----- | ------ | --------- |
| Freddy Neira      | PDC     | 2 518 | 43,40% | Nominado  |
| Leopoldo Valencia | PS      | 1 420 | 24,47% |           |
| Justo Insunza     | PR      | 1 420 | 17,61% |           |
| Carlos Contreras  | Ind.    | 842   | 14,51% |           |

#### San Pedro de la Paz
| Candidato      | Partido | Votos | %      | Resultado |
| -------------- | ------- | ----- | ------ | --------- |
| Gabriel Acuña  | PR      | 815   | 18,98% |           |
| Felipe Vásquez | PS      | 731   | 17,03% |           |
| Camila Ortiz   | RD      | 1 153 | 26,86% |           |
| Audito Retamal | PPD     | 1 594 | 37,13% | Nominado  |

#### Talcahuano
| Candidato        | Partido | Votos | %      | Resultado |
| ---------------- | ------- | ----- | ------ | --------- |
| Eduardo Saavedra | PS      | 4 074 | 55,01% | Nominado  |
| Mikel Capetillo  | PCCh    | 357   | 4,82%  |           |
| Roberto Pino     | CS      | 1 507 | 20,35% |           |
| Matías Coloma    | Ind.    | 1 468 | 19,82% |           |

### Región de La Araucanía

#### Carahue
| Candidato         | Partido | Votos | %      | Resultado |
| ----------------- | ------- | ----- | ------ | --------- |
| Paola Retamal     | PDC     | 886   | 22,99% |           |
| Jonnathan Hidalgo | PS      | 1 534 | 39,80% | Nominado  |
| José Merino       | PPD     | 1 152 | 29,89% |           |
| Carlos Pino       | PR      | 282   | 7,32%  |           |

#### Curacautín
| Candidato     | Partido | Votos | %      | Resultado |
| ------------- | ------- | ----- | ------ | --------- |
| Jorge Ruminot | PDC     | 519   | 45,37% |           |
| Luis Coulón   | PR      | 625   | 54,63% | Nominado  |

#### Lautaro
| Candidato           | Partido | Votos | %      | Resultado |
| ------------------- | ------- | ----- | ------ | --------- |
| Gastón Muñoz        | PS      | 897   | 38,56% | Nominado  |
| Piero Jara          | Ind.    | 705   | 30,31% |           |
| Guillermo Jaramillo | Ind.    | 724   | 31,13% |           |

#### Pitrufquén
| Candidato         | Partido | Votos | %      | Resultado |
| ----------------- | ------- | ----- | ------ | --------- |
| Martín Salazar    | PDC     | 574   | 74,45% | Nominado  |
| Mauricio Teillier | PCCh    | 197   | 25,55% |           |

#### Pucón
| Candidato      | Partido | Votos | %      | Resultado |
| -------------- | ------- | ----- | ------ | --------- |
| Daniela García | Ind.    | 742   | 30,81% |           |
| Edita Mansilla | Ind.    | 1 666 | 69,19% | Nominada  |

#### Saavedra
| Candidato     | Partido | Votos | %      | Resultado |
| ------------- | ------- | ----- | ------ | --------- |
| Juan Pavéz    | PDC     | 877   | 37,30% |           |
| Enrri Bañares | Ind.    | 1 474 | 62,70% | Nominado  |

### Región de Los Ríos

#### Futrono
| Candidato        | Partido | Votos | %      | Resultado |
| ---------------- | ------- | ----- | ------ | --------- |
| Pamela González  | PDC     | 123   | 8,09%  |           |
| Fernando Flández | PPD     | 1 222 | 80,34% | Nominado  |
| Roberto Rosas    | Ind.    | 176   | 11,57% |           |

#### Mariquina
| Candidato        | Partido | Votos | %      | Resultado |
| ---------------- | ------- | ----- | ------ | --------- |
| Johana Catalán   | PS      | 527   | 13,32% |           |
| Pamela Dornemann | Ind.    | 2 081 | 52,62% | Nominada  |
| Rodrigo Salazar  | Ind.    | 1 341 | 34,06% |           |

#### Paillaco
| Candidato          | Partido | Votos | %      | Resultado |
| ------------------ | ------- | ----- | ------ | --------- |
| Gastón Fuentes     | PPD     | 72    | 2,75%  |           |
| Gabriel Montecinos | Ind.    | 575   | 21,95% |           |
| Cristian Navarrete | Ind.    | 1 972 | 75,30% | Nominado  |

#### Panguipulli
| Candidato          | Partido | Votos | %      | Resultado |
| ------------------ | ------- | ----- | ------ | --------- |
| Georgina Cuyul     | PPD     | 421   | 14,13% |           |
| Cristopher Hidalgo | PR      | 432   | 14,57% |           |
| Rodrigo Valdivia   | PS      | 2 124 | 71,30% | Nominado  |

### Región de Los Lagos

#### San Pablo
| Candidato              | Partido | Votos | %      | Resultado |
| ---------------------- | ------- | ----- | ------ | --------- |
| Fernando Heckmann      | PDC     | 395   | 20,59% |           |
| Marco Antonio Carrillo | PPD     | 764   | 39,83% | Nominado  |
| Miguel Ángel Godoy     | Ind.    | 528   | 27,53% |           |
| Sergio Uribe           | Ind.    | 231   | 12,04% |           |

### Región de Magallanes

#### Punta Arenas
| Candidato          | Partido | Votos | %     | Resultado |
| ------------------ | ------- | ----- | ----- | --------- |
| Christian Gallardo | PS      | 1 275 | 27,91 |           |
| Dalivor Eterovic   | PCCh    | 786   | 17,20 |           |
| Verónica Aguilar   | Ind.    | 2 508 | 54,89 | Nominada  |